# ノースベイ (オンタリオ州)

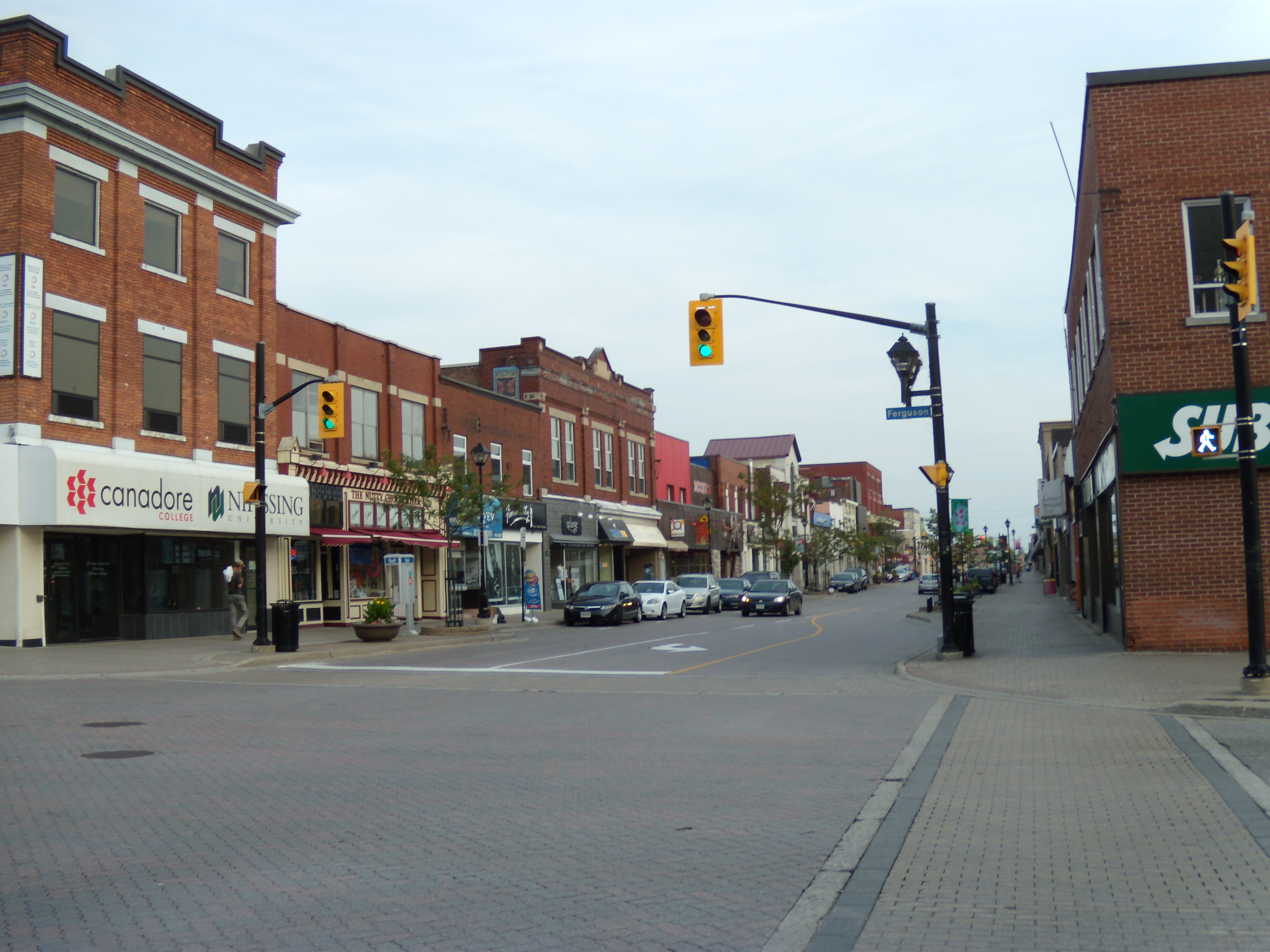
ノースベイ

ノースベイ（英：North Bay）は、カナダ・オンタリオ州の北北東の北オンタリオ地方にある都市。ニピシング地区に属する。街の名はニピシング湖の北岸に位置していることに由来する。人口は5万2662人（2021年）。

## 歴史
この地域は最初、サミュエル・ド・シャンプランらが探検したことに始まる。1882年にカナダ太平洋鉄道（CPR）が開通し、西部への起点から鉄道の街とも呼ばれるようになる。1925年には市政がひかれ、木材業や鉱山業、鉄道などの産業によって発展を遂げた。

## 地理
トロントから北へおよそ330kmのところにあり、南部オンタリオとは地形に大きな違いがある。カナダ楯状地の上にあり、より起伏の多い地形が広がっている。

### 言語
ノースベイはフランス系カナダ人人口の割合が高い都市で2016年統計によるとフランス語の母語話者の割合は13.0%に達する。
| 母語話者（ノースベイ）2016 | 母語話者（ノースベイ）2016 | 母語話者（ノースベイ）2016 | 母語話者（ノースベイ）2016 | 母語話者（ノースベイ）2016 |
| -------------------------- | -------------------------- | -------------------------- | -------------------------- | -------------------------- |
|                            |                            |                            |                            |                            |
| 英語                       | 英語                       |                            | 81.0%                      | 81.0%                      |
| フランス語                 | フランス語                 |                            | 13.0%                      | 13.0%                      |

## 教育
- ニピシング大学 （Nipissing University）
- キャナドア・カレッジ （Canadore College）

## 交通

### 公共交通機関
- ノースベイ・トランジット （North Bay Transit）

### 鉄道
- オンタリオ・ノースランド鉄道 （ONR、Ontario Northland Railway）